# Clarks Grove
Clarks Grove és una població dels Estats Units a l'estat de Minnesota. Segons el cens del 2000 tenia 734 habitants.

## Demografia
Segons el cens del 2000, Clarks Grove tenia 734 habitants, 283 habitatges, i 206 famílies. La densitat de població era de 659,1 habitants per km².
Dels 283 habitatges en un 39,2% hi vivien nens de menys de 18 anys, en un 59% hi vivien parelles casades, en un 10,2% dones solteres, i en un 27,2% no eren unitats familiars. En el 24% dels habitatges hi vivien persones soles el 10,6% de les quals corresponia a persones de 65 anys o més que vivien soles. El nombre mitjà de persones vivint en cada habitatge era de 2,59 i el nombre mitjà de persones que vivien en cada família era de 3,04.
Per edats la població es repartia de la següent manera: un 29% tenia menys de 18 anys, un 7,9% entre 18 i 24, un 29,6% entre 25 i 44, un 20% de 45 a 60 i un 13,5% 65 anys o més.
L'edat mediana era de 35 anys. Per cada 100 dones de 18 o més anys hi havia 104,3 homes.
La renda mediana per habitatge era de 40.179 $ i la renda mediana per família de 47.000 $. Els homes tenien una renda mediana de 33.542 $ mentre que les dones 20.000 $. La renda per capita de la població era de 16.491 $. Entorn del 3,6% de les famílies i el 6,7% de la població estaven per davall del llindar de pobresa.

## Poblacions més properes
El següent diagrama mostra les poblacions més properes.